# Сюрвиль (Кальвадос)
Сюрви́ль (фр. Surville) — коммуна во Франции, находится в регионе Нижняя Нормандия. Департамент коммуны — Кальвадос. Входит в состав кантона Пон-л’Эвек. Округ коммуны — Лизьё.
Код INSEE коммуны — 14682.

## Население
Население коммуны на 2010 год составляло 455 человек.
| 1962 | 1968 | 1975 | 1982 | 1990 | 1999 | 2010 |
| ---- | ---- | ---- | ---- | ---- | ---- | ---- |
| 214  | 203  | 198  | 243  | 290  | 381  | 455  |

## Экономика
В 2010 году среди 310 человек трудоспособного возраста (15—64 лет) 222 были экономически активными, 88 — неактивными (показатель активности — 71,6 %, в 1999 году было 71,7 %). Из 222 активных жителей работали 205 человек (110 мужчин и 95 женщин), безработных было 17 (8 мужчин и 9 женщин). Среди 88 неактивных 26 человек были учениками или студентами, 43 — пенсионерами, 19 были неактивными по другим причинам.